# محلية العديلة
محلية العديلة (بالإنجليزية: Adayala District)‏ إحدى محليات ولاية جنوب دارفور، السودان.